# Troglohyphantes saouaf
Troglohyphantes saouaf là một loài nhện trong họ Linyphiidae.
Loài này thuộc chi Troglohyphantes. Troglohyphantes saouaf được Robert Bosmans miêu tả năm 2006.